# Laevistrombus canarium
Espèce
Synonymes
- Strombus canarium, Linnaeus, 1758

Laevistrombus canarium ou Strombe canin est une espèce de mollusques gastéropodes de la famille des Strombidae.
C'est un coquillage très commun dans l'Indo-Pacifique. C'est une des bases de l'alimentation de la population en Asie du Sud-Est.
- Taille maximale : 2,5 à 7,5 cm; sa taille moyenne est de 5 cm.
- Répartition : Inde, Asie du sud-est, Mélanésie, Sri Lanka, Australie.

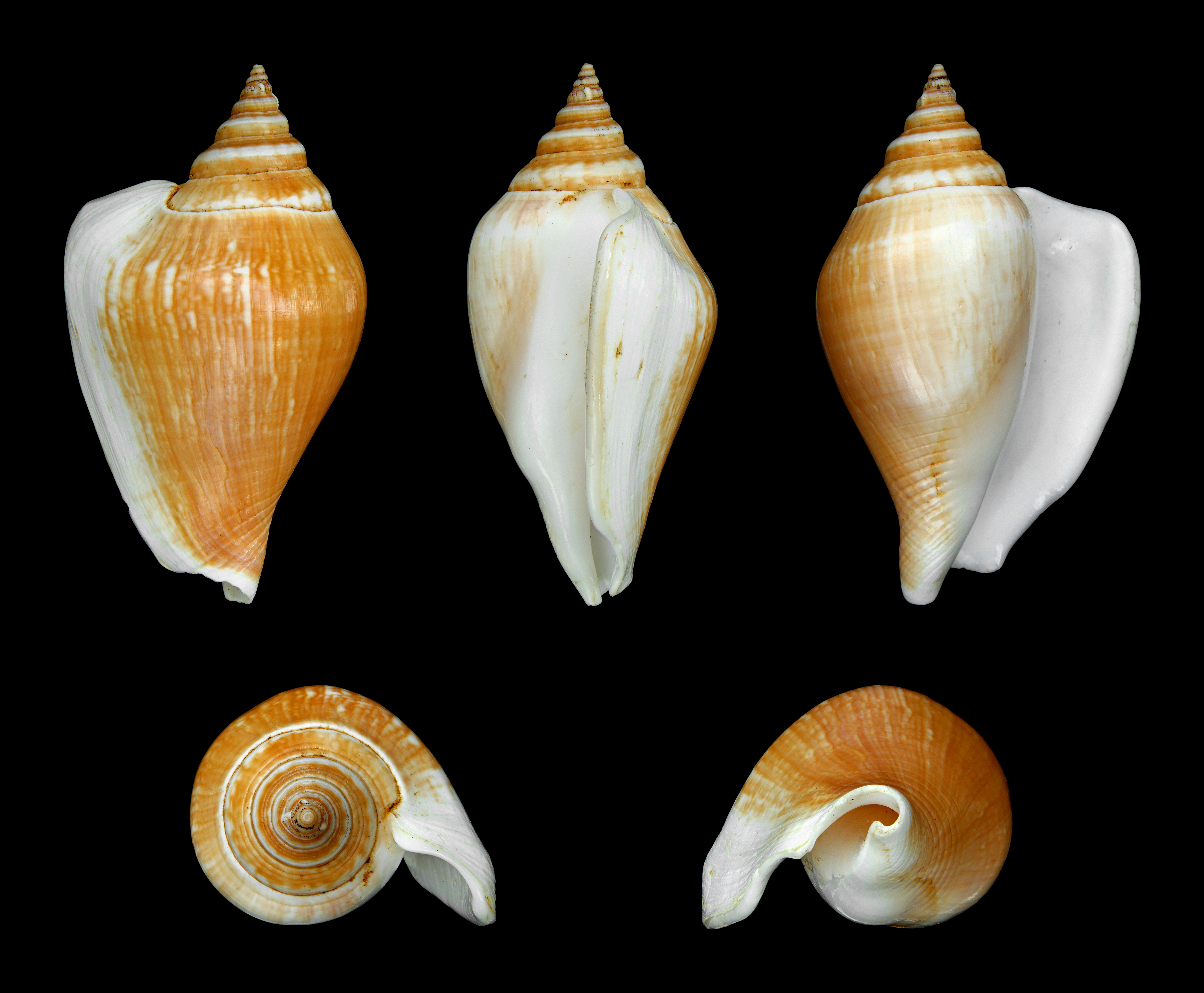
Laevistrombus canarium turturella